# Miami Open 2009 - Qualificazioni singolare maschile
Le qualificazioni del singolare maschile del Miami Open 2009 sono state un torneo di tennis preliminare per accedere alla fase finale della manifestazione. I vincitori dell'ultimo turno sono entrati di diritto nel tabellone principale. In caso di ritiro di uno o più giocatori aventi diritto a questi sono subentrati i lucky loser, ossia i giocatori che hanno perso nell'ultimo turno ma che avevano una classifica più alta rispetto agli altri partecipanti che avevano comunque perso nel turno finale.
Le qualificazioni del Sony Ericsson Open  2009 prevedevano 48 partecipanti di cui 12 sono entrati nel tabellone principale.

## Teste di serie
1. Dudi Sela (ultimo turno)
2. Thomaz Bellucci (Qualificato)
3. Frederico Gil (Qualificato)
4. Brian Dabul (primo turno)
5. Björn Phau (ultimo turno)
6. Evgenij Korolëv (ultimo turno)
7. Paul Capdeville (ultimo turno)
8. Wayne Odesnik (ultimo turno)
9. Leonardo Mayer (primo turno)
10. Robert Kendrick (Qualificato)
11. Denis Gremelmayr (primo turno)
12. Nicolás Lapentti (primo turno)

1. Kevin Kim (Qualificato)
2. Amer Delić (primo turno)
3. Andrej Golubev (ultimo turno)
4. Benjamin Becker (primo turno)
5. Vince Spadea (ultimo turno)
6. Michael Berrer (ultimo turno)
7. Simon Greul (ultimo turno)
8. Roko Karanušić (ultimo turno)
9. Flavio Cipolla (ultimo turno)
10. Frank Dancevic (Qualificato)
11. John Isner (primo turno)
12. Michael Russell (primo turno)

## Qualificati
1. Frank Dancevic
2. Thomaz Bellucci
3. Frederico Gil
4. Taylor Dent
5. John Isner
6. Michael Russell

1. Kevin Kim
2. Amer Delić
3. Benjamin Becker
4. Robert Kendrick
5. Ricardo Mello
6. Michail Kukuškin

## Tabellone

### Legenda
| - Q = Qualificato - WC = Wild card - LL = Lucky loser | - ALT = Alternate - SE = Special Exempt - PR = Protected Ranking | - w/o = Walkover - r = Ritirato - d = Squalificato |

### Sezione 1
|  | Primo turno | Primo turno       | Primo turno       | Primo turno | Primo turno |  |  | Ultimo turno | Ultimo turno   | Ultimo turno   | Ultimo turno | Ultimo turno |  |
|  |             |                   |                   |             |             |  |  |              |                |                |              |              |  |
|  | 1           | Dudi Sela         | Dudi Sela         | 6           | 7           |  |  |              |                |                |              |              |  |
|  |             | Alexander Domijan | Alexander Domijan | 2           | 5           |  |  | 1            | Dudi Sela      | Dudi Sela      | 2            | 4            |  |
|  | 22          | Frank Dancevic    | 5                 | 7           | 6           |  |  | 22           | Frank Dancevic | Frank Dancevic | 6            | 6            |  |
|  |             | Nicolas Mahut     | 7                 | 65          | 4           |  |  |              |                |                |              |              |  |

### Sezione 2
|  | Primo turno | Primo turno       | Primo turno       | Primo turno | Primo turno |  |  | Ultimo turno | Ultimo turno    | Ultimo turno | Ultimo turno | Ultimo turno |  |
|  |             |                   |                   |             |             |  |  |              |                 |              |              |              |  |
|  | 2           | Thomaz Bellucci   | Thomaz Bellucci   | 7           | 6           |  |  |              |                 |              |              |              |  |
|  |             | Marco Chiudinelli | Marco Chiudinelli | 6           | 3           |  |  | 2            | Thomaz Bellucci | 6            | 4            | 6            |  |
|  | 19          | Simon Greul       | Simon Greul       | 6           | 6           |  |  | 19           | Simon Greul     | 2            | 6            | 3            |  |
|  |             | Alexander Peya    | Alexander Peya    | 4           | 4           |  |  |              |                 |              |              |              |  |

### Sezione 3
|  | Primo turno | Primo turno     | Primo turno    | Primo turno    | Primo turno |  |  | Ultimo turno | Ultimo turno   | Ultimo turno | Ultimo turno | Ultimo turno |  |
|  |             |                 |                |                |             |  |  |              |                |              |              |              |  |
|  | 3           | Frederico Gil   | 6              | 2              | 6           |  |  |              |                |              |              |              |  |
|  |             | Ricardo Hocevar | 3              | 6              | 1           |  |  | 3            | Frederico Gil  | 64           | 6            | 7            |  |
|  | 18          | Michael Berrer  | Michael Berrer | Michael Berrer | 3           |  |  | 18           | Michael Berrer | 7            | 2            | 5            |  |
|  |             | Stéphane Bohli  | Stéphane Bohli | Stéphane Bohli | 2r          |  |  |              |                |              |              |              |  |

### Sezione 4
|  | Primo turno | Primo turno      | Primo turno | Primo turno | Primo turno |  |  | Ultimo turno | Ultimo turno   | Ultimo turno | Ultimo turno | Ultimo turno |  |
|  |             |                  |             |             |             |  |  |              |                |              |              |              |  |
|  |             | Taylor Dent      | Taylor Dent | 7           | 6           |  |  |              |                |              |              |              |  |
|  | 4           | Brian Dabul      | Brian Dabul | 5           | 2           |  |  |              | Taylor Dent    | 65           | 6            | 7            |  |
|  | 21          | Flavio Cipolla   | 4           | 6           | 6           |  |  | 21           | Flavio Cipolla | 7            | 4            | 5            |  |
|  |             | Thomas Johansson | 6           | 3           | 4           |  |  |              |                |              |              |              |  |

### Sezione 5
|  | Primo turno | Primo turno     | Primo turno    | Primo turno | Primo turno |  |  | Ultimo turno | Ultimo turno | Ultimo turno | Ultimo turno | Ultimo turno |  |
|  |             |                 |                |             |             |  |  |              |              |              |              |              |  |
|  | 5           | Björn Phau      | 4              | 6           | 6           |  |  |              |              |              |              |              |  |
|  |             | Michael McClune | 6              | 0           | 1           |  |  | 5            | Björn Phau   | 6            | 5            | 3            |  |
|  |             | John Isner      | John Isner     | 6           | 7           |  |  |              | John Isner   | 2            | 7            | 6            |  |
|  | 23          | Olivier Rochus  | Olivier Rochus | 4           | 5           |  |  |              |              |              |              |              |  |

### Sezione 6
|  | Primo turno | Primo turno     | Primo turno     | Primo turno | Primo turno |  |  | Ultimo turno | Ultimo turno    | Ultimo turno | Ultimo turno | Ultimo turno |  |
|  |             |                 |                 |             |             |  |  |              |                 |              |              |              |  |
|  | 6           | Evgenij Korolëv | 6               | 3           | 7           |  |  |              |                 |              |              |              |  |
|  |             | Gastón Gaudio   | 2               | 6           | 5           |  |  | 6            | Evgenij Korolëv | 6            | 4            | 2            |  |
|  |             | Michael Russell | Michael Russell | 6           | 6           |  |  |              | Michael Russell | 2            | 6            | 6            |  |
|  | 24          | Thiago Alves    | Thiago Alves    | 2           | 3           |  |  |              |                 |              |              |              |  |

### Sezione 7
|  | Primo turno | Primo turno      | Primo turno      | Primo turno | Primo turno |  |  | Ultimo turno | Ultimo turno    | Ultimo turno | Ultimo turno | Ultimo turno |  |
|  |             |                  |                  |             |             |  |  |              |                 |              |              |              |  |
|  | 7           | Paul Capdeville  | 64               | 6           | 6           |  |  |              |                 |              |              |              |  |
|  |             | Karol Beck       | 7                | 4           | 1           |  |  | 7            | Paul Capdeville | 7            | 4            | 4            |  |
|  | 13          | Kevin Kim        | Kevin Kim        | 6           | 6           |  |  | 13           | Kevin Kim       | 64           | 6            | 6            |  |
|  |             | Santiago Giraldo | Santiago Giraldo | 4           | 4           |  |  |              |                 |              |              |              |  |

### Sezione 8
|  | Primo turno | Primo turno     | Primo turno     | Primo turno | Primo turno |  |  | Ultimo turno | Ultimo turno  | Ultimo turno  | Ultimo turno | Ultimo turno |  |
|  |             |                 |                 |             |             |  |  |              |               |               |              |              |  |
|  | 8           | Wayne Odesnik   | 6               | 65          | 7           |  |  |              |               |               |              |              |  |
|  |             | Benedikt Dorsch | 4               | 7           | 612         |  |  | 8            | Wayne Odesnik | Wayne Odesnik | 4            | 65           |  |
|  |             | Amer Delić      | Amer Delić      | 6           | 2           |  |  |              | Amer Delić    | Amer Delić    | 6            | 7            |  |
|  | 14          | Daniel Köllerer | Daniel Köllerer | 2           | 3r          |  |  |              |               |               |              |              |  |

### Sezione 9
|  | Primo turno | Primo turno     | Primo turno     | Primo turno | Primo turno |  |  | Ultimo turno    | Ultimo turno    | Ultimo turno    | Ultimo turno | Ultimo turno |  |
|  |             |                 |                 |             |             |  |  |                 |                 |                 |              |              |  |
|  |             | Rik De Voest    | 2               | 7           | 7           |  |  |                 |                 |                 |              |              |  |
|  | 9           | Leonardo Mayer  | 6               | 65          | 63          |  |  | Rik De Voest    | Rik De Voest    | Rik De Voest    | 2            | 1            |  |
|  |             | Benjamin Becker | Benjamin Becker | 6           | 6           |  |  | Benjamin Becker | Benjamin Becker | Benjamin Becker | 6            | 6            |  |
|  | 16          | Fabio Fognini   | Fabio Fognini   | 4           | 4           |  |  |                 |                 |                 |              |              |  |

### Sezione 10
|  | Primo turno | Primo turno     | Primo turno     | Primo turno | Primo turno |  |  | Ultimo turno | Ultimo turno    | Ultimo turno    | Ultimo turno | Ultimo turno |  |
|  |             |                 |                 |             |             |  |  |              |                 |                 |              |              |  |
|  | 10          | Robert Kendrick | Robert Kendrick | 6           | 6           |  |  |              |                 |                 |              |              |  |
|  |             | Donald Young    | Donald Young    | 2           | 4           |  |  | 10           | Robert Kendrick | Robert Kendrick | 6            | 7            |  |
|  | 20          | Roko Karanušić  | Roko Karanušić  | 6           | 6           |  |  | 20           | Roko Karanušić  | Roko Karanušić  | 3            | 65           |  |
|  |             | Kevin Anderson  | Kevin Anderson  | 2           | 3           |  |  |              |                 |                 |              |              |  |

### Sezione 11
|  | Primo turno | Primo turno      | Primo turno      | Primo turno | Primo turno |  |  | Ultimo turno | Ultimo turno  | Ultimo turno  | Ultimo turno | Ultimo turno |  |
|  |             |                  |                  |             |             |  |  |              |               |               |              |              |  |
|  |             | Ricardo Mello    | Ricardo Mello    | 6           | 6           |  |  |              |               |               |              |              |  |
|  | 11          | Denis Gremelmayr | Denis Gremelmayr | 3           | 3           |  |  |              | Ricardo Mello | Ricardo Mello | 7            | 6            |  |
|  | 17          | Vince Spadea     | Vince Spadea     | 6           | 6           |  |  | 17           | Vince Spadea  | Vince Spadea  | 6            | 0            |  |
|  |             | Horacio Zeballos | Horacio Zeballos | 0           | 3           |  |  |              |               |               |              |              |  |

### Sezione 12
|  | Primo turno | Primo turno      | Primo turno      | Primo turno | Primo turno |  |  | Ultimo turno | Ultimo turno     | Ultimo turno     | Ultimo turno | Ultimo turno |  |
|  |             |                  |                  |             |             |  |  |              |                  |                  |              |              |  |
|  |             | Michail Kukuškin | Michail Kukuškin | 6           | 6           |  |  |              |                  |                  |              |              |  |
|  | 12          | Nicolás Lapentti | Nicolás Lapentti | 3           | 3           |  |  |              | Michail Kukuškin | Michail Kukuškin | 6            | 6            |  |
|  | 15          | Andrej Golubev   | Andrej Golubev   | 6           | 7           |  |  | 15           | Andrej Golubev   | Andrej Golubev   | 4            | 2            |  |
|  |             | Rui Machado      | Rui Machado      | 3           | 65          |  |  |              |                  |                  |              |              |  |